# Punaryn
Punaryn és una població tàmil de la província del Nord de Sri Lanka. La ciutat dona a la llacuna de Jaffna.

## Guerra de independència tàmil
La guerrilla tàmil havia capturat Punaryn el novembre de 1993, després d'una ofensiva reeixida contra una base militar a la qual es van fer amb valuoses peces d'artilleria i van matar centenars de soldats. Fou usada pels rebels com a punt de partida per als seus atacs contra les posicions de l'exèrcit al nord de la península de Jaffna. El 2008 fou reconquerida per l'exèrcit singalès amb el que els guerrillers van perdre part del seu control sobre la llacuna, el que va incrementar el setge sobre la seva capital de fet, Kilinochchi.